# Les Pierrafeu à Rock Vegas
Série
La Famille Pierrafeu
(1994)
Pour plus de détails, voir Fiche technique et Distribution.
Les Pierrafeu à Rock Vegas, ou Les Pierrafeu à Viva Rock Vegas au Québec (The Flintstones in Viva Rock Vegas), est un film américain de Brian Levant sorti en 2000. Reprenant l'univers de la série animée télévisée Les Pierrafeu, l'action se situe avant le premier film La Famille Pierrafeu, sorti en 1994.

## Synopsis
Fred Pierrafeu (Fred Caillou au Québec) et Barney Laroche (Arthur Laroche au Québec), les deux meilleurs amis du monde, vivent des moments difficiles : l'argent se fait rare et les filles se font encore plus rares. Malgré tout, Fred, un solide gaillard quelque peu maladroit, garde le moral et rassure Barney : la chance va leur sourire un jour, forcément. Et c'est un soir, en allant souper au casse-croûte de la ville, qu'ils rencontrent Wilma (Délima au Québec) et Betty (Bertha au Québec), deux ravissantes serveuses. C'est le coup de foudre instantané pour les deux hommes de la préhistoire, et une relation amoureuse naît entre ces deux couples. Barney, après quelques sorties mémorables avec Betty, fait le grand pas : il la demande en mariage. De son côté, Fred décide d'amener Wilma pour une fin de semaine romantique à Rock Vegas, la place la plus courue qui soit. Les futurs mariés décident alors de les accompagner pour passer eux aussi du bon temps et vivre la belle vie.

## Fiche technique
Sauf indication contraire, les informations mentionnées dans cette section peuvent être confirmées par la base de données cinématographiques IMDb,  présente dans la section « Liens externes ».
- Titre original : The Flintstones in Viva Rock Vegas
- Titre français : Les Pierrafeu à Rock Vegas
- Titre québécois : Les Pierrafeu à Viva Rock Vegas
- Réalisation : Brian Levant
- Scénario : Deborah Kaplan, Harry Elfont, Jim Cash et Jack Epps Jr., d'après les personnages de William Hanna et Joseph Barbera
- Musique : David Newman
- Direction artistique : Brad Ricker
- Décors : Christopher Burian-Mohr et Jan Pascale
- Costume : Robert Turturice
- Photographie : Jamie Anderson
- Son : Rick Alexander, Andy D'Addario, Rick Kline, Mel Metcalfe
- Montage : Kent Beyda
- Production : Bruce Cohen

Coproducteur : Bart Brown
Producteurs délégués : Joseph Barbera, William Hanna et Dennis E. Jones
- Société de production[1] : Universal Pictures, Amblin Entertainment et Hanna-Barbera Productions
- Société de distribution[1] :  Universal Pictures,  United International Pictures (UIP)
- Budget : 83 millions de dollars (Box Office Mojo)[2] / 58 millions de dollars (JP box-office)[3]
- Pays d’origine :  États-Unis
- Langue originale : anglais
- Format[4] : couleur (DeLuxe) - 35 mm - 1,85:1 (Panavision) - son DTS | Dolby Digital | SDDS
- Genre : comédie, romance
- Durée : 90 minutes
- Dates de sortie[5] :
  - États-Unis : 28 avril 2000
  - France et Belgique : 5 juillet 2000
- Classification[6] :
  -  États-Unis : PG - Parental Guidance Suggested (Certaines scènes peuvent heurter les enfants - Accord parental souhaitable)
  -  France : Tous publics (visa d'exploitation no 100030 délivré le 22 juin 2000)[7]

## Distribution
- Mark Addy (VF : Michel Tugot-Doris - VQ[8] : Pierre Verville) : Fred Pierrafeu / Fred Cailloux
- Stephen Baldwin (VF : Eric Missoffe - VQ : Michel Charette) : Barney Laroche / Arthur Laroche
- Kristen Johnston (VF : Dominique Devals - VQ : Sophie Faucher) : Wilma Slaghoople puis Pierrafeu / Délima Slaghoople puis Cailloux
- Jane Krakowski (VF : Nathalie Regnier - VQ : Natalie Hamel-Roy) : Betty / Bertha O'Shale puis Laroche
- Joan Collins (VF : Monique Thierry - VQ : Élizabeth Lesieur) : Perle Slaghoople, la mère de Wilma
- Harvey Korman (VF : Raoul Delfosse - VQ : Yves Massicotte) : Colonel John Slaghoople, le père de Wilma
- Alan Cumming (VQ :  François L'Écuyer) : Mick Jagged
- Alan Cumming (VF : Patrick Préjean ; VQ : Bruno Landry) : Le Grand Gazou
- Thomas Gibson (VF : Pascal Germain) : Chip Rockefeller
- Alex Meneses : Roxie
- John Taylor : Keith Richrock
- Tony Longo : Big Rocko
- Danny Woodburn : Little Rocko
- Taylor Negron : Gazaam / Gazing
- Irwin Keyes : Joe Rockhead
- Scott L. Schwartz : boxeur

## Accueil

### Accueil critique
Aux États-Unis, le film a reçu un accueil critique défavorable :
- Sur Internet Movie Database, il obtient un score de 3,6⁄10 sur la base de 21 094 critiques[9].
- Sur Metacritic, il obtient un score défavorable de la presse 27⁄100 sur la base de 26 critiques et également un score défavorable du public 4,2⁄10 basé sur 27 évaluations[10].
- Sur l'agrégateur américain Rotten Tomatoes, il a également reçu un accueil critique défavorable, recueillant 25 % de critiques positives, avec une moyenne de 4,03⁄10 sur la base de 18 critiques positives et 54 négatives[11].

En France, le film a reçu des critiques défavorables sur Allociné :
- Il obtient une moyenne de 2,3⁄5 sur la base 12 critiques de la part de la presse [12].
- Il obtient une moyenne de 1,9⁄5 sur la base 18 critiques de la part des spectateurs[13].

### Box-office
| Pays ou région            | Box-office     | Date d'arrêt du box-office | Nombre de semaines |
| ------------------------- | -------------- | -------------------------- | ------------------ |
| États-Unis (1er week-end) | 10 518 435 $   | du 28 au 30 avril 2000     | -                  |
| États-Unis                | 35 268 275 $   | 17 août 2000               | 16                 |
| France                    | 93 722 entrées | -                          | -                  |
| Total hors États-Unis     | 24 200 000 $   | 17 août 2000               | 16                 |
| Total mondial             | 59 468 275 $   | 17 août 2000               | 16                 |

## Distinctions
Entre 2000 et 2001, Les Pierrafeu à Rock Vegas a été sélectionné 12 fois dans diverses catégories et a remporté 1 récompense.

### Récompenses
- The Stinkers Bad Movie Awards 2000 : Stinker Award de la pire résurrection d'une émission de télévision.

### Nominations
- The Stinkers Bad Movie Awards 2000 :
  - Pire remake ou suite.
  - Le remake ou la suite que personne ne réclamait.
  - Pire acteur dans un second rôle pour Stephen Baldwin.
  - Le soulagement comique le plus drôle pour Alan Cumming.
  - Pire coiffure à l'écran pour Stephen Baldwin.
  - Pire chanson ou performance de chanson dans un film pour Ann-Margret ("Viva Las Vegas (Viva Rock Vegas)").
- Razzie Awards 2001 :
  - Pire film.
  - Pire remake ou suite.
  - Pire second rôle masculin pour Stephen Baldwin.
  - Pire second rôle féminin pour Joan Collins.
- Young Artist Awards 2001 : meilleur long métrage familial - Comédie.